# Katia Oliveira
Katia Cristina Cerqueira Oliveira (Salvador, 13 de dezembro de 1973), mais conhecida como Katia Oliveira, é uma política brasileira. É deputada estadual pelo estado da Bahia, eleita em 2018 para compor a 19.ª legislatura, filiada ao Movimento Democrático Brasileiro (MDB).

## Biografia
Filha de Manoel Bento Cerqueira e Agripina Rodrigues Cerqueira, foi eleita vereadora no município de Simões Filho em 2004, sendo eleita novamente em 2012. Já em 2018, foi eleita deputada estadual na Bahia.